# Список видов кусак
Большая часть кусак (Aedes) являются переносчиками множества болезней (например: болезнь Лайма, Алеутская болезнь норок…), вирусов (напр.: вирус Джеймстаун-Каньон, лошадиный энцефалит, вирус Западного Нила…) и паразитов (напр.: сердечные черви).

## Виды
- Aedes aboriginis — Комар северо-западного берега
  - Кусает человека
- Aedes abserratus
  - Кусает человека, переносчик вируса Джеймстаун-Каньона
- Aedes aegypti — комар жёлтой лихорадки
  - Кусает человека, переносчик чикунгунью, вируса Денге, сердечных червей, вируса энцефалита долины Мюррей, карельской лихорадки, вируса Западного Нила, жёлтой лихорадки
- Aedes africanus
- Aedes albolineatus
- Aedes alboniveus
- Aedes albopictus — комар тигриный азиатский
  - Кусает человека, переносчик вируса долины Чаче, чикунгунью, вируса Денге, вируса восточного энцефалита лошадей, вируса Западного Нила
- Aedes albolineatus
- Aedes alboscutellatus
- Aedes aloponotum
- Aedes amesii
- Aedes arboricola
- Aedes argenteoventralis
- Aedes atlanticus
  - Переносчик вируса Кейстоуна, вируса Западного Нила
- Aedes atropalpus
  - Кусает человека, переносчик вируса Лякросса, вируса энцефалита Сент-Луис, вируса Западного Нила, является распространителем возбудителя малярии Plasmodium gallinaceum, которым он бывает заражён
- Aedes aurifer
  - Кусает человека
- Aedes aurimargo
- Aedes aurotaeniatus
- Aedes axitiosus
- Aedes barraudi
- Aedes bekkui
- Aedes bicristatus
  - Кусает человека
- Aedes bimaculatus
  - Кусает человека
- Aedes brelandi
  - Переносчик вируса Денге
- Aedes brevitibia
- Aedes burgeri
- Aedes cacozelus
- Aedes campestris
  - Кусает человека, переносчик вируса калифорнийского энцефалита, сердечных червей, вируса восточного энцефалита лошадей
- Aedes canadensis — лесной омутный комар
  - Кусает человека, переносчик вируса калифорнийского энцефалита, вируса восточного энцефалита лошадей, сердечных червей, вируса Джеймстаун-Каньона, вируса Лякросса, болезни Лайма, вируса Западного Нила
- Aedes cantator
  - Кусает человека, переносчик вируса восточного энцефалита лошадей, вируса Джеймстаун-Каньона, вируса Западного Нила
- Aedes caspius
- Aedes cataphylla
  - переносчик сердечных червей, вируса Джеймстаун-Каньона
- Aedes cavaticus
- Aedes churchillensis
- Aedes cinereus
  - Кусает человека, переносчик вируса Буньямвера, вируса калифорнийского энцефалита, вируса восточного энцефалита лошадей, вируса Джеймстаун-Каньона, вируса Синдбиса, вируса Западного Нила
- Aedes clivis
  - Кусает человека
- Aedes communis
  - Кусает человека, переносчик вируса калифорнийского энцефалита, вируса Джеймстаун-Каньона, вируса Синдбиса
- Aedes coulangesi
- Aedes cretinus
  - Кусает человека
- Aedes dasyorrhus
- Aedes decticus
- Aedes deserticola — западный дупловый комар
  - Кусает человека
- Aedes desmotes
- Aedes diantaeus
- Aedes domesticus
- Aedes dorsalis — летний солёноводный комар
  - Кусает человека, переносчик вируса калифорнийского энцефалита, вируса Западного Нила, вируса восточного энцефалита лошадей
- Aedes dupreei
  - Переносчик вируса Западного Нила
- Aedes eldridgei
- Aedes epactius
  - Переносчик вируса энцефалита Сент-Луис
- Aedes esoensis
- Aedes euedes
- Aedes excrucians — лесной комар
  - Кусает человека, переносчик сердечных червей, вируса Синдбиса
- Aedes fitchii
  - Кусает человека, переносчик алеутской болезни норок, сердечных червей, вируса Западного Нила
- Aedes flavescens
  - Переносчик сердечных червей, вируса восточного энцефалита лошадей
- Aedes fulvus
  - Кусает человека, переносчик вируса венесуэльского энцефалита лошадей
- Aedes furcifer
- Aedes futunae
- Aedes ganapathi
- Aedes geminus
- Aedes gombakensis
- Aedes grassei
- Aedes grossbecki
  - Кусает человека, переносчик вируса Западного Нила
- Aedes harinasutai
- Aedes helenae
- Aedes hendersoni
- Aedes hesperonotius
  - Переносчик сердечных червей, вируса Лякросс, Plasmodium gallinaceum
- Aedes hexodontus
  - Кусает человека, переносчик вируса Джеймстаун-Каньона, snowshoe hare virus?
- Aedes horotoi
- Aedes impiger
  - Кусает человека
- Aedes implicatus
  - Кусает человека, переносчик snowshoe hare virus?
- Aedes imprimens
- Aedes increpitus
  - Кусает человека
- Aedes inermis
- Aedes infirmatus
  - Кусает человека, переносчик вируса калифорнийского энцефалита, Keystone virus?, trivittatus virus?, вируса Западного Нила, вируса восточного энцефалита лошадей
- Aedes intrudens
  - Кусает человека, переносчик вируса Джеймстаун-Каньона
- Aedes koreicus
- Aedes kochi
- Aedes kompi
- Aedes lineatopennis
- Aedes madagascarensis
- Aedes marshallii
- Aedes masculinus
- Aedes mediolineatus
- Aedes mefouensis
- Aedes melanimon
  - Кусает человека, переносчик вируса калифорнийского энцефалита, вируса Западного Нила, вируса восточного энцефалита лошадей
- Aedes mercurator
- Aedes meronephada
- Aedes michaelikati
- Aedes mitchellae
  - Переносчик вируса западного энцефалита лошадей, Tensaw Virus?
- Aedes mohani
- Aedes monticola
- Aedes muelleri
- Aedes nevadensis
- Aedes ngong
- Aedes nigripes
  - Кусает человека
- Aedes nigromaculis — комар пастбищный водяной
  - Кусает человека, переносчик вируса калифорнийского энцефалита, вируса энцефалита Сент-Луис, вируса западного энцефалита лошадей
- Aedes niphadopsis
- Aedes niveus
- Aedes nummatus
- Aedes ostentatio
- Aedes palpalis
- Aedes pembaensis
- Aedes pexus
- Aedes pionops
- Aedes polynesiensis
- Aedes provocans
  - Переносчик вируса Западного Нила
- Aedes pseudoniveus
- Aedes pseudonummatus
- Aedes pulchritarsis
- Aedes pullatus
- Aedes pulverulentus
- Aedes punctodes
- Aedes punctor
- Aedes purpureipes
- Aedes purpureifemur
- Aedes rempeli
- Aedes riparius
- Aedes rusticus
- Aedes scapularis
- Aedes schizopinax
- Aedes scutellaris
- Aedes sierrensis
- Aedes sollicitans
  - Переносчик вируса Западного Нила
- Aedes spencerii
- Aedes spilotus
- Aedes squamiger
  - Переносчик вируса Западного Нила
- Aedes sticticus
  - Переносчик вируса Западного Нила
- Aedes stimulans
  - Переносчик вируса Западного Нила
- Aedes stricklandi
- Aedes sylvaticus
- Aedes taeniorhynchus
  - Переносчик вируса Западного Нила
- Aedes taylori
- Aedes thelcter
- Aedes thibaulti
- Aedes thomsoni
- Aedes tiptoni
- Aedes togoi
- Aedes tormentor
- Aedes tortilis
- Aedes triseriatus
  - Переносчик вируса Западного Нила
- Aedes trivittatus
  - Переносчик вируса Западного Нила
- Aedes turneri
- Aedes varipalpus
- Aedes ventrovittis
- Aedes vexans
  - Переносчик вируса Западного Нила, сердечных червей
- Aedes vittatus
- Aedes washinoi
- Aedes wauensis
- Aedes zoosophus